# Delosperma
Delosperma N.E.Br., 1925 è un genere di piante appartenente alla famiglia delle Aizoacee il cui nome deriva dal greco dèlos (visibile) e spèrma (seme).

## Descrizione
Comprende piante succulente nane molto ramificate; la loro fioritura molto abbondante produce fiori di colore bianco, giallo, fucsia e rosso.

## Distribuzione e habitat
Il genere ha un areale che comprende Arabia Saudita, Yemen, Eritrea, Etiopia, Kenya, Tanzania, Madagascar, Reunion, Botswana, Zimbabwe, Mozambico, Lesotho, Swaziland e Sudafrica.

## Tassonomia
Il genere comprende 170 specie.
Alcune specie
- Delosperma angustifolium L.Bolus
- Delosperma appressum L.Bolus
- Delosperma cooperi (Hook.f.) L.Bolus
- Delosperma echinatum (Lam.) Schwantes
- Delosperma lehmannii (Eckl. & Zeyh.) Schwantes ex H.Jacobsen

## Coltivazione
Le specie di questo genere richiedono una coltivazione in terra concimata mista a sabbia e ghiaia in modo da consentire un buon drenaggio. La posizione dovrà essere in pieno sole. Le annaffiature dovranno essere molto abbondanti in estate, mentre in inverno dovranno essere molto diradate e non sospese del tutto, come succede nella maggior parte di piante succulente, mantenendole ad una temperatura non inferiore ai 7 °C; la sua moltiplicazione avviene quasi esclusivamente per talea, vista la facilità con la quale i ramoscelli attecchiscono.
Sono particolarmente adatte ad essere coltivate in giardini rocciosi; le specie possono essere sia perenni sia biennali.